# Téves hívás
A Téves hívás  egy 2012-es magyar krimi websorozat Szabó-Kasornya Dávid, Honti Molnár Gábor, Csontos Levente, Tóth Szilvia, Zsigmond Csilla, Ledneczky Anikó és Gyuris Gergely főszereplésével, Kámán Albert rendezésében.

## A történet
|  | Alább a cselekmény részletei következnek! |

A történet Jake (Szabó-Kasornya Dávid) a híres magyar-amerikai sztár halálával kezdődik. Managere, Tibi (Honti Molnár Gábor), és testőre, Géza (Csontos Levente) igyekeznek eltussolni az ügyet, ezért a helyére ültetik hasonmását, Danit (Szabó-Kasornya Dávid) az egyszerű fiatal fiút, aki így megtapasztalhatja lépésről, lépésre milyen kemény és veszélyes is a média világa. 
Míg Tibi és Géza igyekeznek eltussolni az ügyet, Cintia, (Ledneczky Anikó) a fiatal újságírónő igyekszik kideríteni az igazságot, Nikinek, (Zsigmond Csilla) Jake exének a segítségével.  A szerelem apró nyomai is megjelennek a sorozatban, amikor Dani megismeri Annát, (Tóth Szilvia) az egyszerű eladó lányt, akibe első látásra beleszeret. 
Dani élete tehát fenekestül felfordul, a pénzzel és alkohollal átitatott média világában, ahol nincsenek szabályok és határok. A sorozatból kiderül, Dani állja-e a sarat, illetve fény derül a sok megválaszolatlan kérdésre is.
|  | Itt a vége a cselekmény részletezésének! |

## Szereplők
| Szerep    | Színész              |
| --------- | -------------------- |
| Jake/Dani | Szabó-Kasornya Dávid |
| Tibi      | Honti Molnár Gábor   |
| Géza      | Csontos Levente      |
| Anna      | Tóth Szilvia         |
| Cintia    | Ledneczky Anikó      |
| Patrik    | Gyuris Gergely       |
| Niki      | Zsigmond Csilla      |
| Szilárd   |                      |

## Filmzene
1. Reflected – "Here's to you"

## Külső hivatkozások
- szegedmacafe.hu
- hir24.hu[halott link]
- fmh.hu